# Malta Eurovision Song Contest 2025
La dodicesima edizione di Malta Eurovision Song Contest si è svolta dal 4 all'8 febbraio 2025 e ha selezionato il rappresentante di Malta all'Eurovision Song Contest 2025 a Basilea, in Svizzera.
La vincitrice è stata Miriana Conte con Kant.

## Organizzazione
Il 6 maggio 2024 l'emittente Public Broadcasting Services (PBS) ha confermato la partecipazione di Malta all'Eurovision Song Contest 2025. Il successivo 21 ottobre è stata annunciata l'organizzazione della 12ª edizione di Malta Eurovision Song Contest (MESC) per selezionare il rappresentante nazionale.
Dal 18 al 29 novembre 2024 è stata data la possibilità agli artisti interessati di inviare i propri inediti, con la condizione che fossero cittadini maltesi. Come accade dal 2022, una clausola ha impedito a Sarah Bonnici, vincitrice dell'edizione precedente e rappresentante dell'isola all'Eurovision Song Contest 2024, di partecipare al festival, onde evitare che lo stesso artista venga scelto per due anni consecutivi.
Il festival si articolerà in tre spettacoli: le due semifinali, da 12 partecipanti ciascuna, si terranno il 4 e il 6 febbraio 2024, mentre la finale, con i 16 concorrenti rimasti in gara, avrà luogo il successivo 8 febbraio. Il voto combinato di giuria e televoto determinerà i risultati di tutte le serate.

## Partecipanti
I 24 artisti partecipanti e i titoli dei relativi brani sono stati resi noti il 12 dicembre 2024. Insieme all'annuncio degli artisti, sono stati pubblicati anche brevi estratti di ciascuna canzone. Il successivo 16 dicembre Alexandra Alden è stata squalificata dalla competizione, dopo che è stato scoperto che il suo brano Magnolia era stato pubblicato prima della data prevista dal regolamento; è stata successivamente sostituita da Dario Bezzina feat. Żeppi l-Muni con il brano Għażliet.
Tra i concorrenti di questa edizione figura Kurt Calleja, che ha precedentemente rappresentato il paese all'Eurovision Song Contest 2012. Il trio JVF è composto, tra gli altri, da Jessika, che ha rappresentato San Marino all'Eurovision Song Contest 2018, e da Fabrizio Faniello, che ha partecipato per Malta nel 2001 e nel 2006; invece tra i compositori vi sono Tom Hugo, che ha rappresentato la Norvegia all'Eurovision Song Contest 2019 come parte dei Keiino, e Teya, rappresentate austriaca nel 2023 in coppia con Salena.
| Artista                          | Titolo                       | Lingua           | Compositori                                                                                             |
| -------------------------------- | ---------------------------- | ---------------- | --- |
| Adria Twins                      | Qald ma' qalb                | Maltese          | Atticus Blue, Joe Julian Farrugia, Melanie Wehbe                                                        |
| Alexandra Alden                  | Magnolia                     | Inglese          | Alexandra Alden                                                                                         |
| Dario Bezzina feat. Żeppi l-Muni | Għażliet                     | Maltese          | Philip Vella                                                                                            |
| Dre' Curmi                       | Te amo                       | Inglese          | Dre' Curmi, Matt "Muxu" Mercieca, Soren Emil Lunoe Schiodt, Audun Agnar Guldbrandsen                    |
| Haley Azzopardi                  | Whistleblower                | Inglese, maltese | Benjamin Schmidt, Emil Calleja Bayliss, Haley Azzopardi, Siv von Bulow, Tom Hugo                        |
| Justine Shorfid                  | Still I Rise                 | Inglese          | Benjamin Alasu, Justine Shorfid, Mateus Augusto Da Silva, Sarah Evelyn Fullerton                        |
| JVF                              | Festa (No Time for Siesta)   | Maltese, inglese | Alexander Nyborg Olsson, Audun Agnar, Erba', Emil Calleja Bayliss, Leire Gotxe, Maria Abdilla, Tom Hugo |
| Kantera                          | Lalaratatakeke lalaratakabum | Maltese          | Linnea Deb, Kantera, Joe Julian Farrugia                                                                |
| Kelsey Bellante                  | 365                          | Inglese          | Andreas Stone Johansson, Audun Agnar, Kelsey Bellante, Sarah Evelyn                                     |
| Kelsy Attard                     | Love Me Loud                 | Inglese          | Dana Burkhard, Kelsy Attard, Matteo Depares, Patrik Jean                                                |
| Krista Šujak                     | Unheard                      | Inglese          | Dana Burkhard, Krista Šujak, Pelle Nylén, Tom Oehler                                                    |
| Kristy Spiteri                   | Heaven Sent                  | Inglese          | Linnea Deb, Tom Oehler, Kristy Spiteri, Teodora "Teya" Špirić                                           |
| Kurt Anthony Cassar              | Miegħek biss                 | Maltese          | Emil Calleja Bayliss, Enrico Palmesi, Gilbert Camilleri                                                 |
| Kurt Calleja                     | Aziz/a                       | Inglese, maltese | Edward Abela, Kurt Calleja                                                                              |
| Marie Claire                     | Wildflower                   | Inglese          | Christina Magrin, Itamar Lapidot, Marie Claire Cappello                                                 |
| Mark Anthony Bartolo             | Hideaway                     | Inglese          | Mark Anthony Bartolo                                                                                    |
| Martina Borg                     | Yo Listen                    | Inglese          | Christina Magrin, Martina Borg                                                                          |
| Matthew Cilia                    | Control                      | Inglese          | Andreas Lindberg, Marcus Winther-John, Matthew Cilia, Rasmus Olsen                                      |
| Miguel Bonello                   | Breaking the Cycle           | Inglese          | Miguel Bonello, Annemaríe Reynis, Ivo Blahunek, Håvard Haugland                                         |
| Miriana Conte                    | Kant                         | Inglese          | Benjamin Schmid, Matthew "Muxu" Mercieca, Miriana Conte, Sarah Evelyn Fullerton                         |
| Nathan Psaila                    | Concrete                     | Inglese          | Andreas Stone Johansson, Audun Agnar, Henrik Tala, Nathan Psaila                                        |
| Raquela Dalli                    | Silenced                     | Inglese          | Jean Paul Borg, Matteo Depares, Raquela Dalli                                                           |
| Stefan Galea                     | Lablab (Talk Talk)           | Inglese, maltese | Itamar Lapidot, Matthew Caruana, Silje Blandkjenn, Stefan Galea                                         |
| The Alchemists                   | Rubble & Stone               | Inglese          | Argyle Singh, Klinsmann Coleiro, The Alchemists, Rasmus Olsen                                           |
| Victoria Sciberras               | Juno                         | Inglese, maltese | Bas Wissink, Dave Hutchinson, Henk Pool, Mie Louise Nielsen, Niels Sakko, Victoria Sciberras            |

## Semifinali
Le semifinali si terranno in due serate il 4 e il 6 febbraio 2025, e hanno visto competere 12 partecipanti ciascuna per gli otto posti destinati per la finale. La divisione delle semifinali è stata resa nota l'8 gennaio 2025.

### Prima semifinale
La prima semifinale si è tenuta il 4 febbraio 2025 presso il Malta Fairs and Conventions Centre di Ta' Qali. L'ordine d'esibizione è stato reso noto il 3 febbraio 2025.
Durante la serata si sono esibiti come ospiti Adonxs, rappresentante della Repubblica Ceca all'Eurovision Song Contest 2025, dove ha presentato in anteprima il suo brano eurovisivo Kiss Kiss Goodbye, e Mihai, rappresentante della Romania all'Eurovision Song Contest 2006, che si è esibito con Tornerò.
Ad accedere alla finale sono stati Mark Anthony Bartolo, Raquela Dalli, Kristy Spiteri, Justine Shorfid, i JVF, le Adria Twins, Victoria Sciberras e Kurt Calleja.
| #  | Artista            | Titolo                     |   |                      |          |
| -- | ------------------ | -------------------------- | - | -------------------- | -------- |
| #  | Artista            | Titolo                     | 1 | Mark Anthony Bartolo | Hideaway |
| 2  | Dre' Curmi         | Te amo                     |   |                      |          |
| 3  | Raquela Dalli      | Silenced                   |   |                      |          |
| 4  | Kristy Spiteri     | Heaven Sent                |   |                      |          |
| 5  | Matthew Cilia      | Control                    |   |                      |          |
| 6  | Marie Claire       | Wildflower                 |   |                      |          |
| 7  | Justine Shorfid    | Still I Rise               |   |                      |          |
| 8  | JVF                | Festa (No Time for Siesta) |   |                      |          |
| 9  | Adria Twins        | Qald ma' qalb              |   |                      |          |
| 10 | Haley Azzopardi    | Whistleblower              |   |                      |          |
| 11 | Victoria Sciberras | Juno                       |   |                      |          |
| 12 | Kurt Calleja       | Aziz/a                     |   |                      |          |

### Seconda semifinale
La seconda semifinale si è tenuta il 6 febbraio 2025 presso il Malta Fairs and Conventions Centre di Ta' Qali. L'ordine d'esibizione è stato reso noto il 5 febbraio 2025.
Durante la serata si sono esibiti come ospiti Emmelie de Forest, vincitrice dell'Eurovision Song Contest 2013, che si è esibita con Typical Love Song ed Only Teardrops, Claudia Faniello, rappresentante dell'isola all'Eurovision Song Contest 2017, con Pure, e Richard Edward, rappresentante dell'isola all'Eurovision Song Contest 2014 come parte dei Firelight, che ha cantato Finally.
Ad accedere alla finale sono stati Dario Bezzina feat. Żeppi l-Muni, Miriana Conte, The Alchemists, Martina Borg, Nathan Psaila, i Kantera, Krista Šujak e Stefan Galea.
| #  | Artista                          | Titolo                       |   |                 |     |
| -- | -------------------------------- | ---------------------------- | - | --------------- | --- |
| #  | Artista                          | Titolo                       | 1 | Kelsey Bellante | 365 |
| 2  | Dario Bezzina feat. Żeppi l-Muni | Għażliet                     |   |                 |     |
| 3  | Kelsy Attard                     | Love Me Loud                 |   |                 |     |
| 4  | Miriana Conte                    | Kant                         |   |                 |     |
| 5  | The Alchemists                   | Rubble & Stone               |   |                 |     |
| 6  | Martina Borg                     | Yo Listen                    |   |                 |     |
| 7  | Nathan Psaila                    | Concrete                     |   |                 |     |
| 8  | Kurt Anthony Cassar              | Miegħek biss                 |   |                 |     |
| 9  | Kantera                          | Lalaratatakeke lalaratakabum |   |                 |     |
| 10 | Krista Šujak                     | Unheard                      |   |                 |     |
| 11 | Stefan Galea                     | Lablab (Talk Talk)           |   |                 |     |
| 12 | Miguel Bonello                   | Breaking the Cycle           |   |                 |     |

## Finale
La finale si terrà l'8 febbraio 2025 presso il Malta Fairs and Conventions Centre di Ta' Qali. L'ordine d'esibizione è stato reso noto qualche ora prima dello svolgimento dell'evento.
Durante la serata si sono esibiti come ospiti Alexander Rybak, vincitore dell'Eurovision Song Contest 2009, che si è esibito con Fairytale, Ramires Sciberras, rappresentante dell'isola al Junior Eurovision Song Contest 2024, che ha cantato Stilla ċkejkna. Ed infine, durante il conteggio dei voti, si è esibita anche Sarah Bonnici, vincitrice dell'edizione precedente che ha proposto un medley della sua discografia, tra cui Loop, brano con cui ha rappresentato l'isola all'Eurovision Song Contest 2024.
A vincere il voto della giuria e del televoto sono stati rispettivamente Kristy Spiteri e Miriana Conte; una volta sommati i punteggi la seconda è stata proclamata vincitrice della manifestazione, superando di 8 punti di distacco la seconda classificata.
| #  | Artista                          | Titolo                       | Punteggio | Punteggio | Punteggio | Posizione |
| #  | Artista                          | Titolo                       | Giuria    | Televoto  | Totale    | Posizione |
| -- | -------------------------------- | ---------------------------- | --------- | --------- | --------- | --------- |
| 1  | Miriana Conte                    | Kant                         | 88        | 94        | 182       | 1         |
| 2  | Victoria Sciberras               | Juno                         | 74        | 40        | 114       | 4         |
| 3  | Dario Bezzina feat. Żeppi l-Muni | Għażliet                     | 10        | 62        | 72        | 6         |
| 4  | JVF                              | Festa (No Time for Siesta)   | 30        | 46        | 76        | 5         |
| 5  | The Alchemists                   | Rubble & Stone               | 30        | 11        | 41        | 9         |
| 6  | Krista Šujak                     | Unheard                      | 44        | 15        | 59        | 7         |
| 7  | Raquela Dalli                    | Silenced                     | 21        | 5         | 26        | 12        |
| 8  | Kantera                          | Lalaratatakeke lalaratakabum | 52        | 85        | 137       | 3         |
| 9  | Nathan Psaila                    | Concrete                     | 0         | 10        | 10        | 16        |
| 10 | Justine Shorfid                  | Still I Rise                 | 14        | 10        | 24        | 13        |
| 11 | Adria Twins                      | Qald ma' qalb                | 1         | 26        | 27        | 11        |
| 12 | Martina Borg                     | Yo Listen                    | 6         | 9         | 15        | 14        |
| 13 | Mark Anthony Bartolo             | Hideaway                     | 15        | 12        | 27        | 10        |
| 14 | Kurt Calleja                     | Aziz/a                       | 31        | 16        | 47        | 8         |
| 15 | Kristy Spiteri                   | Heaven Sent                  | 102       | 72        | 174       | 2         |
| 16 | Stefan Galea                     | Lablab (Talk Talk)           | 4         | 9         | 13        | 15        |